# Comasine
Comasine (IPA: /koˈmazine/, Comàsen o Comàšen in solandro) è una piccola frazione del comune di Peio, in provincia di Trento. Fu comune autonomo fino al 1928.
Comàsine è un toponimo di origine pre-latina e in tempi remoti era anche detto Cumàso e poi Comàsio, Comàxino e Comàsino.

## Storia

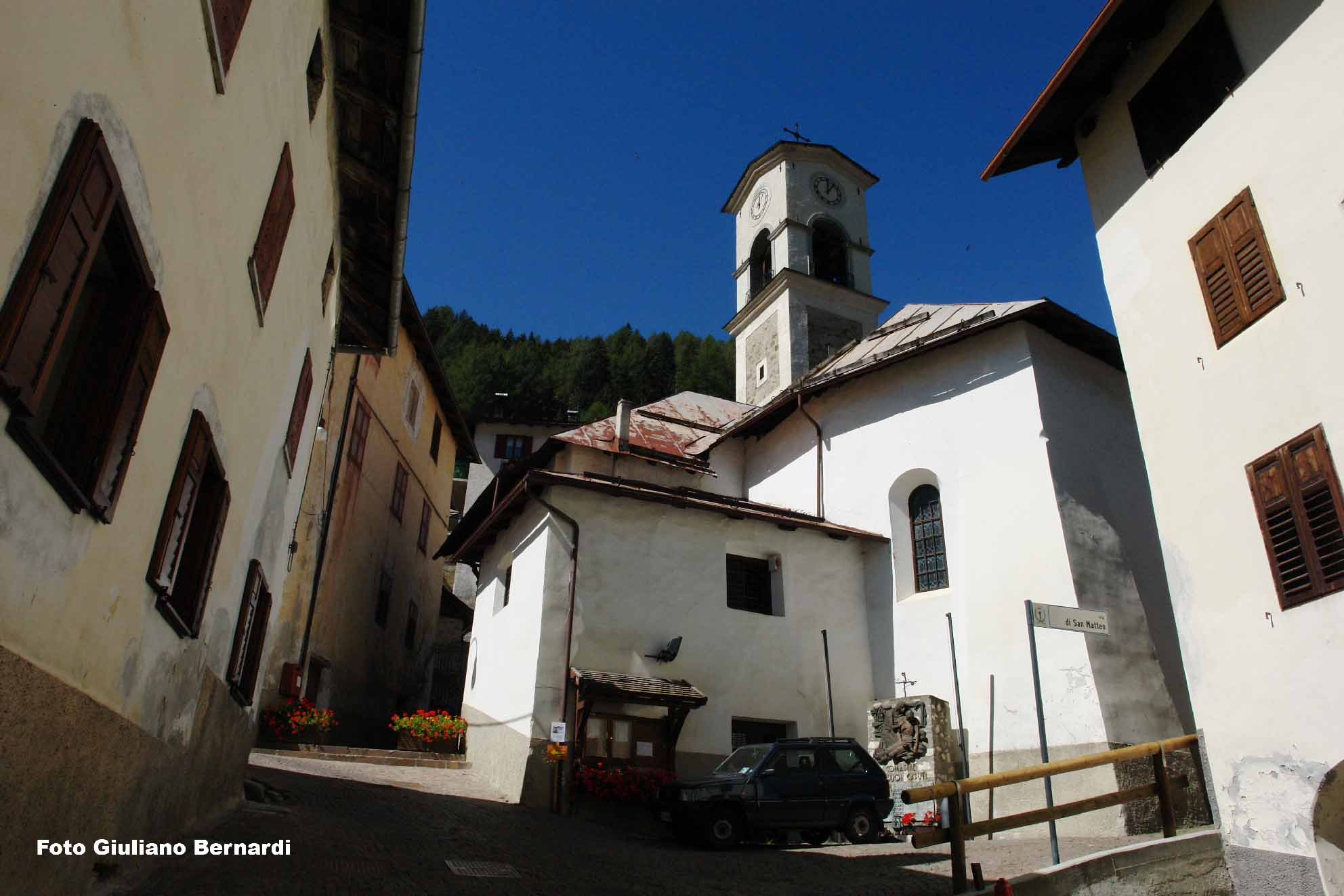
Scorcio con la chiesa di San Matteo

Il paese è situato nell'alpestre Val di Peio che è, a sua volta, una valle secondaria della più nota Val di Sole.
Il paese, come molti altri nella valle, ha vissuto principalmente di agricoltura e di allevamento del bestiame. 
Una risorsa che, per molti secoli, ha contribuito allo sviluppo degli insediamenti umani, nel paesino e nella valle in generale, è stata la presenza di giacimenti di ferro (magnetite) il cui sfruttamento, probabilmente ancora in epoca romana o precedente, ha raggiunto l'apice intorno al XV secolo e XVI secolo, declinando ed infine spegnendosi del tutto intorno alla metà dell'Ottocento col definitivo abbandono della lavorazione con l'altoforno situato in località Forno di Novàl.
Vi fu, in realtà, un tentativo di ripristinare l'attività mineraria intorno al 1920 con analisi geologiche che miravano a valutare l'effettiva portata dei giacimenti. Altri tentativi si susseguirono con alterne vicende, nel 1937-38 vi lavoravano circa 300 operai e la zona fu visitata anche dall'allora Ministro delle Corporazioni On. Lantini. 
Non vi fu tuttavia un effettivo riaffermarsi dell'attività estrattiva come fonte economica primaria. Nuovo interesse si ebbe dopo il secondo conflitto mondiale e il passaggio dalla Ditta «La Comasine» alla Ditta «Rumi» negli anni cinquanta portò a nuove iniziative, sempre con alti e bassi e il lavoro proseguì fino al 1967, quando anche quest'ultima società, che aveva provato a fare ricerche mirate nel settore, chiuse i battenti. 
Si procedette allora alla sistematica rimozione delle residue installazioni (come teleferiche, impianti di frantumazione e di lavaggio, edifici per il personale, ecc.) e i giacimenti metalliferi vennero definitivamente abbandonati anche perché la percentuale di minerale estraibile era, nel complesso, troppo bassa ed era pertanto impossibile reggere il confronto con i normali mercati internazionali riguardo alla convenienza dell'attività estrattiva. 
L'abbandono delle miniere aperte nel XX secolo, tutte situate in zona altamente sfruttata dal pascolo bovino, obbligarono gli allevatori-contadini a sbarrarne le entrate per proteggere gli animali (mucche, vitelli) e il tempo fece il resto facendo crollare le entrate causa la decomposizione delle strutture lignee di sostegno. Attualmente, nella popolazione e soprattutto nei giovani si sta risvegliando un certo interesse per il "discorso" miniere. Si vuole conoscere la loro storia, i loro siti, ecc. 
Molti siti delle miniere del XIII - XIV secolo sono ancora ben visibili. Sarebbe auspicabile la compilazione di una mappa dettagliata con le indicazioni di qualche anziano a perfetta conoscenza dei luoghi. Altrimenti, il tempo e la terra ricoprirà tutto, anche la memoria dei luoghi.

## Monumenti e luoghi d'interesse

### Architetture religiose
- La chiesa di Santa Lucia: annuncia da lontano la Val di Peio è un elemento inconfondibile del paesaggio solandro. Da sempre si ritenne che la chiesa di Santa Lucia, isolata su di un colle, tra due valli interessate da valanghe periodiche, sia stata la prima della Val di Peio ed una delle più antiche della Val di Sole. La chiesa è dedicata alla santa nativa di Siracusa protettrice della vista e dei minatori. In molti quadri ed affreschi delle valli trentine è raffigurata con gli occhi su un piattino, a ricordo del suo martirio, quando durante le torture le vennero cavati gli occhi. Si festeggia il 13 dicembre e nella tradizione popolare del Nord Italia porta i doni ai bambini. Si tratta di un'usanza ancora molto sentita da grandi e piccoli. Nei proverbi antichi si dice che: S. Lucia è la notte più lunga che ci sia. Non tanto in inverno, ma in estate, la seconda domenica di agosto, con la "sagra della gioventù" era festeggiata in modo particolare la Santa. In estate perché così vi potevano partecipare anche i numerosi emigrati che passavano l'inverno nelle "vecchie provincie", con lavori vari, in particolare col lavoro di calderai. I primi documenti relativi alla chiesa si accertano intorno al 1520 circa e gli storici confermano che l'edificio sacro esiste da tempi lontanissimi.(vedi nota). Secondo le ricerche del parroco Donato Vanzetta, l'altare dedicato alla santa fu consacrato il sabato 24 agosto 1443 e colui che celebrò la celebrazione fu il vescovo Giovanni, un religioso francescano, sostituto temporaneo del Principe Vescovo Alessandro di Mazovia che regnò in Trentino fra il 1423 ed il 1444. Queste notizie sono state rinvenute all'interno di una carta trovata in uno degli altari in seguito a restauri. Attualmente gli altari della chiesetta sono stati trasferiti nella parrocchiale di Comasine per questioni di sicurezza e di conservazione. Il campanile, a cuspide ghibellina ed a bifore romaniche di granito, è isolato. Un tempo era leggibile un grande affresco di S. Cristoforo. Internamente la chiesa è ad una navata con volta a crociere in tre campate sostenute da lesene. Nel XVI secolo venne costruito il portico che circonda la chiesa su due lati per proteggere le persone dalle intemperie e dai rigidi inverni. Sul colle dove sorge la chiesetta, è collocato anche il cimitero del vicino paese.

- Chiesa di San Matteo.

Nota: "Nel 1363 Ebele da Cles, giurisperito e vicario vescovile nelle Valli di Non e di Sole, fu secondo la prassi infeudato di tutto il ricco complesso di feudi vescovili spettanti ai da Cles. Il suo testamento, risalente al 1374, mostra con evidenza il rilievo che l'attività mineraria e metallurgica aveva nell'economia signorile. Alla Chiesa di Santa Lucia di Comasine è destinato da Ebele un legato di 14 ducati d'oro o un miliare di ferro lavorato, …". Cfr. Varanini e Faes citati in COMASINE, R. SONNA, pag. 264 (internet: www.comasine.it).

### Aree naturali
- Miniere di ferro di Comasine: Un'antica tradizione vorrebbe che l'estrazione del ferro (magnetite) dal territorio che si estende dal paese di Comasine fino alla Cima Boài (2685 m). risalisse ai Galli, Etruschi, Romani. Documentazione certa però si ha solo a partire dal XIII sec. Dapprima il minerale, scelto e sminuzzato, veniva condotto per la lavorazione verso Cogolo (Via della Ferrarezza, chiesa dei minatori di Pegàia …), e in seguito verso Ossana e Fucine (Strusa), paese che, per la prima volta nel 1463 venne chiamato: "Villa nova Fusinarum…" La località era la più adatta per sfruttare la forza dell'acqua della Vermigliana per azionare le grandi forge "a basso fuoco" per la fusione e i magli per la preparazione delle barre di ferro in formato adatto per essere trasportato. Nella conca di Ossana, verso il 1400 vi fu una massiccia immigrazione di gente lombarda richiamata dalla grande possibilità offerta dalla lavorazione del ferro. Maestranze lombarde poi, quasi certamente della vicina Valcamonica, verso la metà del 1500 costruirono un Altoforno (località Forno di Novàle) dando così un notevolissimo impulso a questa attività. La lavorazione tradizionale del ferro richiedeva un ingente consumo di carbone, evidenziato anche da recenti studi (Larici secolari); consumo che, con l'entrata in funzione dell'altoforno a fuoco continuo per otto/nove mesi, veniva drasticamente ridotto, col risultato anche economico di ottenere un prodotto finito migliore e più conveniente. L'altoforno lavorò fino al 1857. Nel XX secolo furono fatte molte ricerche e negli anni che precedettero la seconda guerra mondiale, nelle varie miniere in località Stavion e Gardenè, lavorarono fino a 300 minatori. Teleferiche portavano a valle il minerale che veniva poi condotto altrove per la lavorazione. In progetto e mai operativo, a Trento era previsto dalla "Comasine Spa" un altoforno per produrre lingotti di ferro (cingoli per carri armati). Con alti e bassi, alcune miniere ("San Cesare") rimasero aperte fino al 1967 quando tutto fu smantellato. Attualmente (2014), con un timido inizio di sensibilizzazione per questa attività che è stata molto importante per l'Alta Val di Sole, si stanno ripristinando le gallerie "San Luigi" e "San Carlo" di Gardenè.